# Стрекопытовский мятеж
Мятеж Стрекопытова — антисоветское вооружённое выступление 24-29 марта 1919 года в Гомеле 67-го и 68-го полков 2-й (Тульской) бригады 8-й стрелковой дивизии под руководством штабс-капитана царской армии меньшевика Владимира Васильевича Стрекопытова.

## История
Выступление 67-го и 68-го полков 2-й (Тульской) бригады 8-й стрелковой дивизии Красной Армии началось как спонтанный бунт красноармейцев, недовольных принудительной мобилизацией и отправкой на фронт. На участке фронта под Овручем из-за тактического просчёта командования бригады два батальона 68-го полка попали под двухдневный артиллерийский обстрел со стороны УНР. В результате полк отступил на ст. Словечно, где встретил прибывший в качестве пополнения из Гомеля 67-й полк. Вновь прибывшие отказались выступать на позиции и, организовав стихийный митинг, приняли решение дезертировать с фронта, чтобы вернуться домой, в Тульскую губернию. Добравшись до ст. Калинковичи, бунтующая бригада избирает на митинге «Полесский повстанческий комитет», в который входят по два представителя от каждой части. Возглавляет Комитет бывший прапорщик РИА Борис Кридинер.
В ночь на 24 марта бригада прибывает в Гомель на 11 эшелонах и требует у местных большевистских властей предоставления паровозов для дальнейшего следования на Брянск и Тулу. После долгих совещаний с Центром и Брянском гомельские большевики соглашаются с требованиями восставшей бригады и готовы дать ей все необходимое. Однако ситуация успела перемениться. У восставших появился лидер — бывший штабс-капитан, а ныне заведующий хозчастью 68-го полка член РСДРП В. В. Стрекопытов. Выступив на солдатском митинге в Гомеле, Стрекопытов убедил красноармейцев, что следовать далее в сторону Тулы будет самоубийственно и предложил «обосноваться» в Гомеле. После чего был призван собравшимися возглавить повстанческую армию в качестве командующего.
Вечером 24 марта мятежники захватили железнодорожный узел, городскую тюрьму, телеграф, артиллерийские склады, советские учреждения. Группа партийных и советских работников с отрядом ВЧК, интернационалистами и милицией (300 человек, вооружённых винтовками и двумя пулемётами) пытались сопротивляться «армии Русской народной республики» в гостинице «Савой», но после начала артиллерийского обстрела вскоре сдались и были помещены в тюрьму.
На следующий день из них были отобраны в качестве заложников наиболее видные партийные работники и руководители: Семён Самуилович Комиссаров (председатель Ревкома), Иван Иванович Ланге (председатель УЧК), Сергей Михайлович Бочкин (управделами УЧК), Лев Давидович Файншмидт (зам. председателя УЧК), Песя Каганская (секретарь Ревкома, гражданская жена И. И. Ланге), Николай Станиславович Билецкий (редактор газеты «Известия Ревкома г. Гомеля и уезда»), городской военный комиссар Яков Фрид, комиссар отдела юстиции Борис Яковлевич Ауэрбах-Подгорный, сотрудник Земотдела и активный участник обысков УЧК Зелик Борисович Песин и другие. Перед отходом мятежников из Гомеля, в ночь на 29 марта, всем им был вынесен смертный приговор по решению Полесского Повстанческого Комитета. Подписал приговор лично Стрекопытов.
26 марта к восставшим присоединился город Речица — местная караульная рота, под командованием Солодухи объявила себя Речицким отрядом 1-й армии Российской республики. Население Гомеля и Речицы осторожно отнеслось к новой власти (поскольку за последние 4 месяца это стало четвёртой сменой власти). Пополнение было совсем небольшим — в основном, за счёт бывших офицеров, железнодорожных служащих (активно и массово поддержавших восставших) и гимназистов старших классов из спортивного общества «Сокол» (Речица).
В ночь на 29 марта подошедшие с трёх сторон части Красной Армии и коммунистические отряды вынудили повстанцев покинуть Гомель. Повстанческая армия отошла на эшелонах за Днепр и направилась на воссоединение с армией Петлюры к городу Мозырь (который был захвачен атаманом Ерошевичем 27 марта при содействии отряда тульских повстанцев). По дороге мятежники захватили с боем станции Василевичи, Нахов, Голевицы и 31 марта приблизились на 9 вёрст к Калинковичам. Однако разведка показала, что мост через Припять, ведущий в Мозырь, взорван красными. Со стороны Гомеля, тем временем, подошёл бронепоезд с отрядом китайцев. Повстанческая армия была вынуждена покинуть свои эшелоны и пешим порядком пройти к деревне Юровичи. После чего в течение суток повстанцы с помощью местных жителей форсировали реку Припять и таким образом перешли линию фронта. По оценкам Стрекопытова, с ним прибыли в УНР 6 тысяч человек. Остальные мятежники и военспецы попали в плен к красным.
В апреле 1919 года части Русско-Тульского отряда сражались против большевиков на стороне УНР. Затем ушли в Брест-Литовск, где были интернированы поляками. В июле 1919 года освобождены и направлены в СЗА Н. Н. Юденича.

## Память

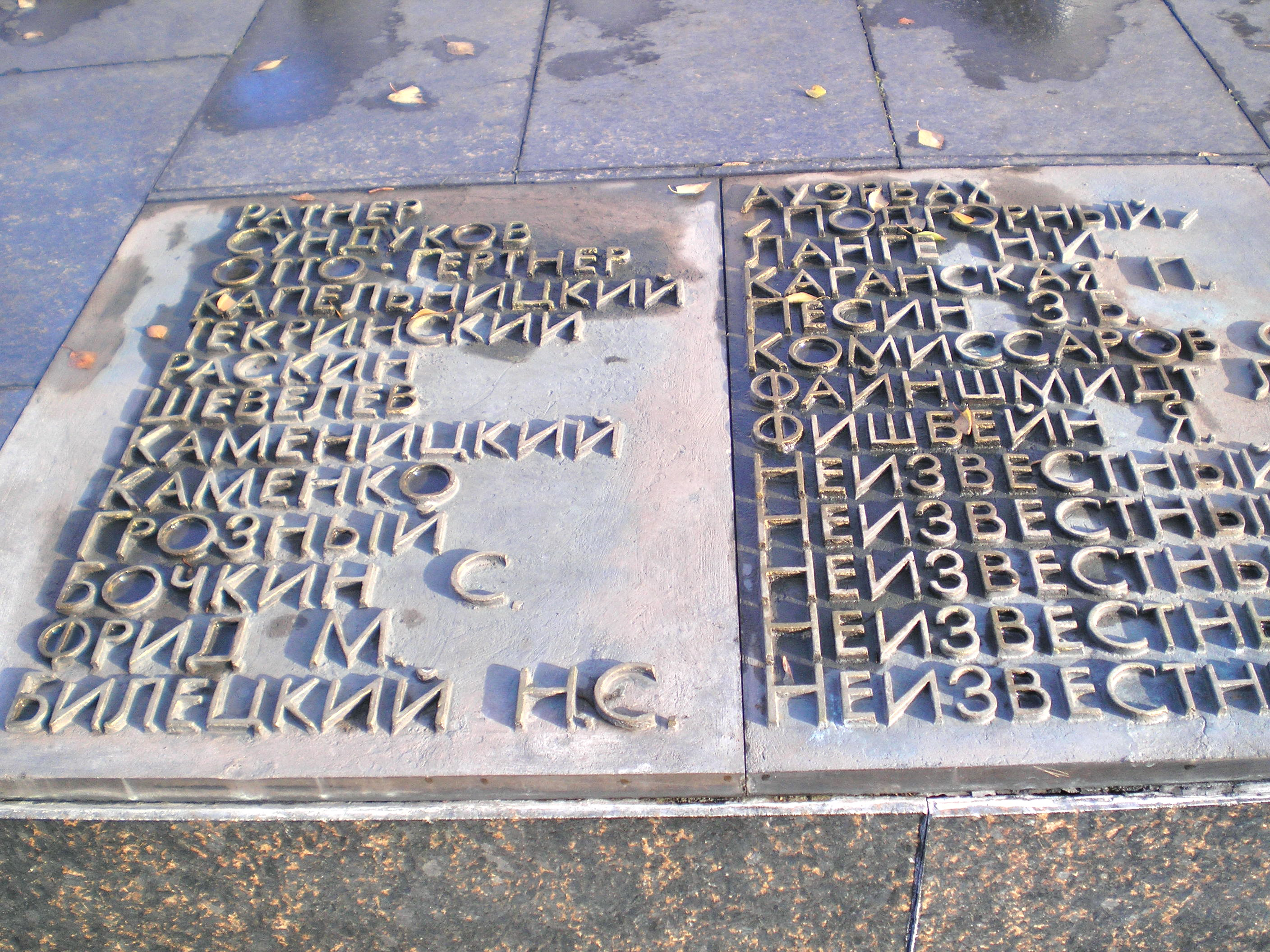
Мемориальная плита на могиле коммунаров

- 31 марта 1919 года состоялись похороны 25 жертв Стрекопытовского мятежа. В 1949 году на братской могиле коммунаров установлен памятник — надгробная плита[1].

Из 25 коммунаров, похороненных в братской могиле, пятеро были китайцами. Их имена не названы, на мемориальной доске пять раз написано «Неизвестный».
- В 1957 на здании, которое стоит на месте гостиницы «Савой», установлена мемориальная доска[1].
- Именами Ауэрбаха, Билецкого, Бочкина, Комиссарова, Ланге, Песина в Гомеле названы улицы.
- В 1970 в Речице на могиле жертв контрреволюции установлена стела.

## События мятежа в искусстве
Событиям «стрекопытовщины» посвящён художественный фильм Отель «Савой» (производство «Белгоскино», 1930, режиссёр А. Файнциммер).